# Douglas TBD Devastator
Дуглас TBD Девастейтор (англ. Douglas TBD Devastator, «Опустошитель») — американский трёхместный палубный торпедоносец и бомбардировщик.
Создан в компании Douglas Aircraft Company под руководством Фрэнка Флеминга. Первый полёт прототипа XTBD-1 состоялся 15 апреля 1935 года. Серийное производство началось в 1937 году.
С октября того же года стал использоваться с авианосцев. Всего было произведено 130 самолётов (кроме прототипа было выпущено две партии серийных машин: в 1937 году заказана первая партия в 114 самолётов; в 1938, для восполнения эксплуатационных потерь, была заказана вторая партия, из 14 машин).
К моменту вступления США во Вторую мировую войну морально устарел, однако сравнительно успешно применялся в первых сражениях. С лета 1942 года начал заменяться торпедоносцем «Эвенджер» фирмы «Грумман». После больших потерь в битве за Мидуэй оставшиеся «девастейторы» были убраны с палуб авианосцев.

## История разработки
В 1934 году ВМС США располагали тремя современными авианосцами — тяжёлыми CV-2 «Лексингтон» и CV-3 «Саратога», и экспериментальным лёгким CV-4 «Рейнджер». Состав их палубных авиагрупп был откровенно слабым. Единственным специализированным торпедоносцем был Great Lakes TG-2. Этот биплан имел максимальную скорость с торпедой в 108 узлов (200 км/ч) и дальность лишь в 330 мор. миль (610 км). Экипаж состоял из трёх человек, размещавшихся в открытой кабине. Также на вооружении состояли двухместные бомбардировщики-бипланы BM-1 и BM-2, способные нести торпеду.
В 1931 году началась разработка проекта трёх новых авианосцев типа «Йорктаун» — CV-5 «Йорктаун», CV-6 «Энтерпрайз» и CV-8 «Хорнет». Взамен устаревшего авианосца CV-1 «Лэнгли» планировалось ввести в строй CV-7 «Уосп». Новые авианосцы необходимо было чем-то вооружить. Поэтому 30 июня 1934 года Бюро Аэронавтики ВМС США объявило конкурс на создание торпедоносца на замену TG-2. По техническим требованиям конкурса (спецификация SD-119-3) самолёт должен был быть способен нести одну авиаторпеду Mark 13, или три 227-кг бомбы, или смешанное вооружение из 227-кг и 45-кг бомб.
На конкурс поступили предложения от трёх фирм. Прототип XTBG-1 фирмы «Грейт Лейкс» был трёхместным бипланом. Он имел цельнометаллический фюзеляж типа полумонокок и поверхности крыльев и хвостового оперения, обшитые тканью. Испытания прототипа выявили неудовлетворительные лётные характеристики, и этот проект был отвергнут. Фирма «Холл»(Hall) предложила цельнометаллический двухмоторный четырёхместный поплавковый моноплан XPBTH-2. Так как он не мог базироваться на авианосцах, флот США также не проявил к нему интереса. Победителем конкурса стал проект фирмы Дуглас — XTBD-1.

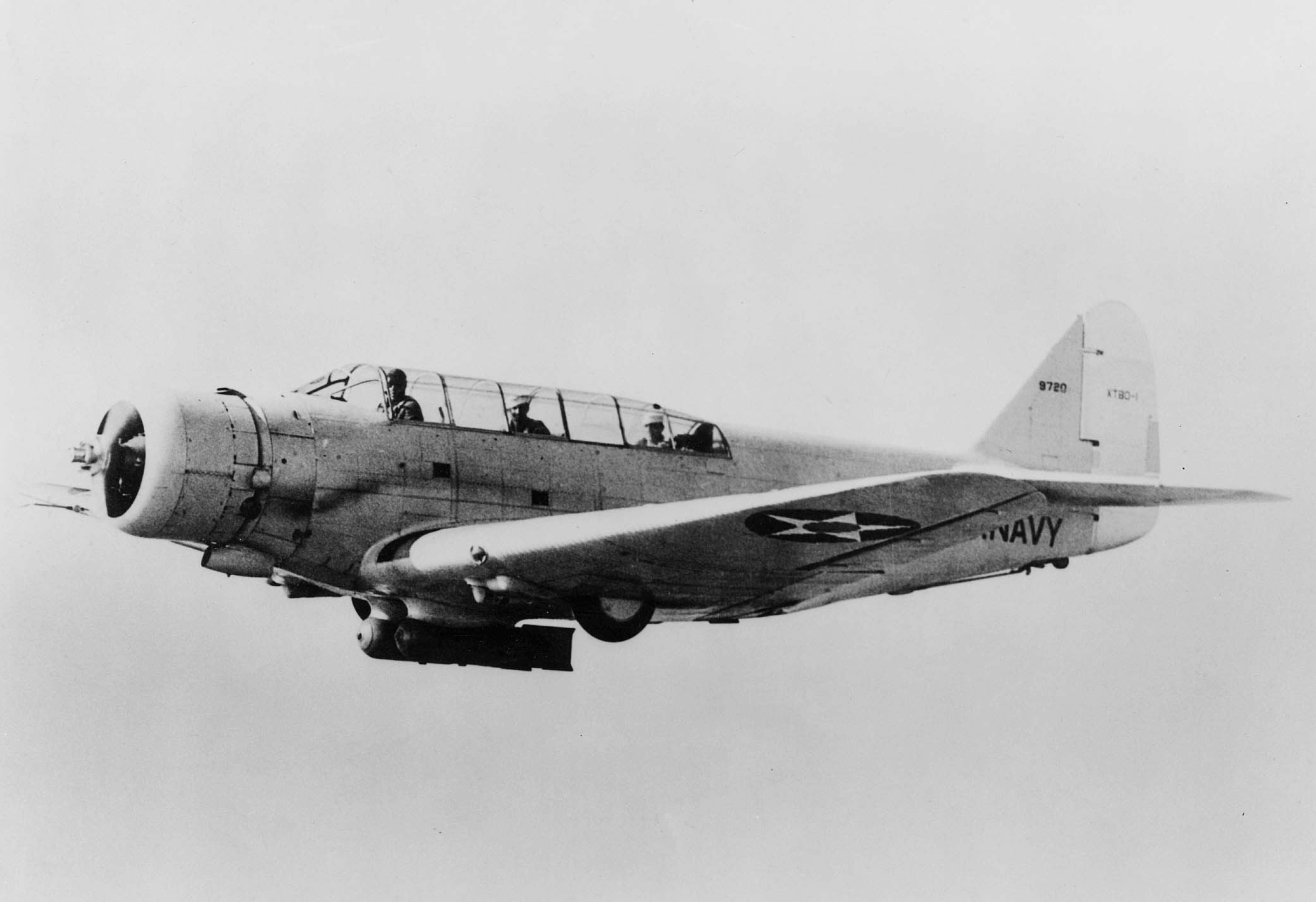
XTBD-1 на испытаниях с подвешенными бомбами

Возглавляемая Дональдом Дугласом фирма находилась в Санта-Монике, Калифорния. Главным инженером фирмы был Фред Герман (Fred Herman). Разработкой проекта торпедоносца руководил Фрэнк Флеминг (Frank Fleming). Большое участие в его разработке принял Рэймонд А. Е.(A. E. Raymond).
XTBD-1 являлся шагом вперёд по сравнению с бипланами фирмы «Грейт Лейкс».
Бюро аэронавтики присвоило опытному экземпляру XTBD-1 номер 9720 (англ. Bureau of Aeronautics Number 9720, или просто BuNo 9720). Опытный экземпляр совершил первый полёт 15 мая 1935 года в Санта-Монике, Калифорния. 24 апреля прототип передали на морскую воздушную станцию Анакоста, округ Колумбия, для прохождения 150-часовых ускоренных испытаний.
Всего в испытательных полётах было задействовано 12 лётчиков. Полёты выполнялись на базе в Анакосте. 13 июня для проведения ночных испытательных полётов XTBD-1 перелетел на станцию в Норфолке (Калифорния), после чего вернулся в Анакосту 17 июля. С 30 июля по 20 сентября прототип фирмы Дуглас был передан с Анакосты на Морской испытательный полигон в Дальгрене для проведения испытательного бомбометания. Самолёт был оснащён бомбардировочным прицелом Mark 15 mod 3. Сбрасывание бомб массой 45, 227, 454 и 908 кг производилось с высоты 2100 м на скорости 220 км/ч. С 4 по 9 октября XTBD-1 вылетал с Анакосты в Норфолк для проведения торпедных стрельб. Были проведены два сброса торпед Mark 7 с высоты в 7,5 и 9 м, завершившиеся успешно.
26 ноября 1935 года прототип был возвращён заводу для подготовки к финальным испытаниям с борта авианосца. XTBD-1 прибыл для проведения завершающей части испытаний на морскую воздушную станцию Норт-Айленд (Калифорния). На время проведения испытаний с борта авианосца «Лексингтон» самолёт был приписан к 5-й бомбардировочной эскадрилье (VB-5B). Всего было проведено 13 взлётов и посадок с борта авианосца.

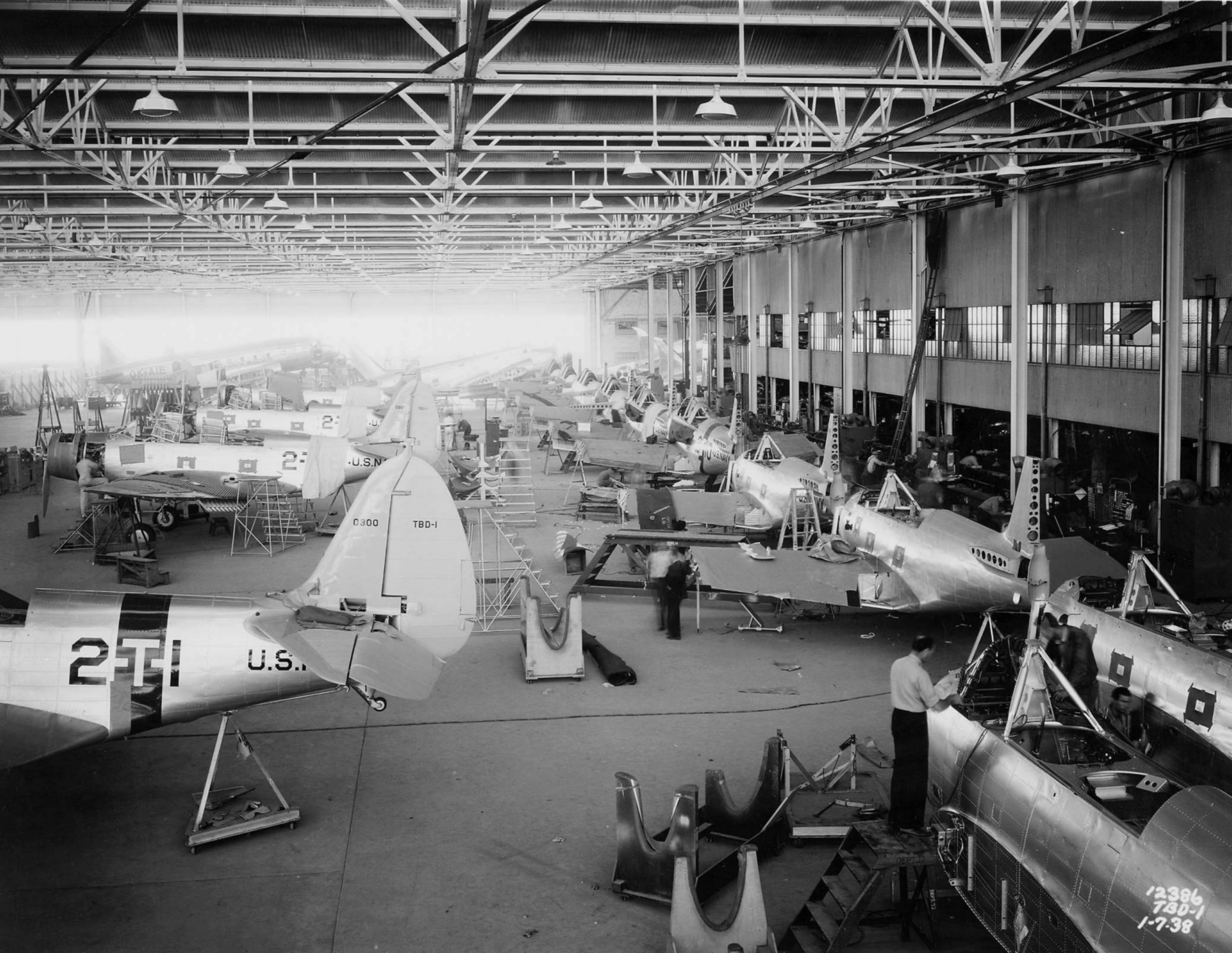
Линия сборки самолётов TBD на заводе фирмы «Дуглас» в Санта-Монике

Испытания показали, что самолёт развивает максимальную скорость в 320 км/ч, крейсерскую в 193 км/ч с полной бомбовой нагрузкой и 160 км/ч с торпедой Mark 7. Дальность полёта самолёта с торпедой составляла 700 км, с бомбами — 1125 км. Потолок составлял 6500 метров. По результатам испытаний XTBD-1 был признан машиной с хорошими лётными характеристиками и прекрасно подходящим для использования как в качестве горизонтального бомбардировщика, так и торпедоносца при использовании как с авианосца, так и с аэродрома.
Перед запуском в серию, по результатам испытаний, в конструкцию самолёта было решено внести ряд изменений. Для улучшения обзора серийные машины получали более высокий фонарь новой формы с большей площадью остекления. Масляный радиатор перенесли из-под капота на правую плоскость. Была изменена форма киля и увеличена площадь руля направления, хвостовое колесо сделали неубирающимся. Серийная машина также получила более мощный двигатель — вместо «Пратт-Уитни» XR-1830-60 мощностью 800 л. с. установили «Пратт-Уитни» R-1830-64 мощностью 900 л. с.
Конструкция прототипа
Прототип XTBD-1 — цельнометаллический моноплан с фюзеляжем типа полумонокок и низкорасположенным крылом. Тканью покрывались только управляющие поверхности — элероны, рули высоты и направления.
Крыло большой площади имело размах 15 метров, поэтому для компактного размещения в ангаре авианосца впервые было применено складывание крыла с помощью встроенного гидравлического привода. С каждой стороны по 3,65 м плоскости крыла подымались вверх, почти касаясь кабины пилота.
Экипаж, как и на TG-2, состоял из трёх человек — пилота, штурмана-бомбардира и стрелка-радиста. Они располагались в ряд под длинным фонарём каркасного типа. Торпеда размещалась под фюзеляжем наклонно, в полуутопленном положении. Такая подвеска была шагом вперёд по сравнению с размещением торпеды в набегающем потоке воздуха, однако выступающая носовая часть торпеды всё равно создавала дополнительное аэродинамическое сопротивление.
Все колёса были убирающимися. При этом основные стойки шасси складывались без поворота, и половина колеса оставалась снаружи. Считалось, что это позволит минимизировать повреждения при посадке самолёта на брюхо при невыпущенном из-за аварии шасси.
На самолёт установили два 7,62-мм пулемёта Браунинга. Хвостовой, управлявшийся стрелком-радистом, был установлен на кольцевой турели у окончания фонаря. Второй, которым управлял пилот, стоял в фюзеляже перед кабиной справа и имел синхронизатор для стрельбы через винт.
Прототип оснащался звездообразным двигателем «Пратт-Уитни» XR-1830-60 мощностью 800 л. с.

## Конструкция
TBD-1 «Девастейтор» — одномоторный цельнометаллический свободнонесущий моноплан с низкорасположенным крылом и убирающимся шасси. Фюзеляж типа полумонокок представлял собой конструкцию в виде силового набора из шпангоутов, стрингеров и лонжеронов с металлической обшивкой. Технологически фюзеляж делился на три секции.
Носовая секция предназначалась для установки двигателя и заканчивалась броневым противопожарным шпангоутом. В качестве силовой установки использовался звездообразный 14-цилиндровый двигатель воздушного охлаждения «Пратт-Уитни» R-1830-64 мощностью 900 л. с. Самолёт оснащался трёхлопастным воздушным винтом изменяемого шага диаметром 3,12 м, не имевшим обтекателя.
В центральной секции фюзеляжа размещалась трёхместная кабина экипажа. В состав экипажа входили пилот, штурман-бомбардир и стрелок-радист. Небронированные кресла располагались друг за другом. Для улучшения обзора кресло пилота было установлено выше остальных. Кабина накрывалась каркасным фонарём, состоявшим из семи секций, четыре из которых были подвижными. Экипажи часто летали с открытой кабиной, повышая свои шансы на покидание кабины в аварийной ситуации или при подбитии самолёта.

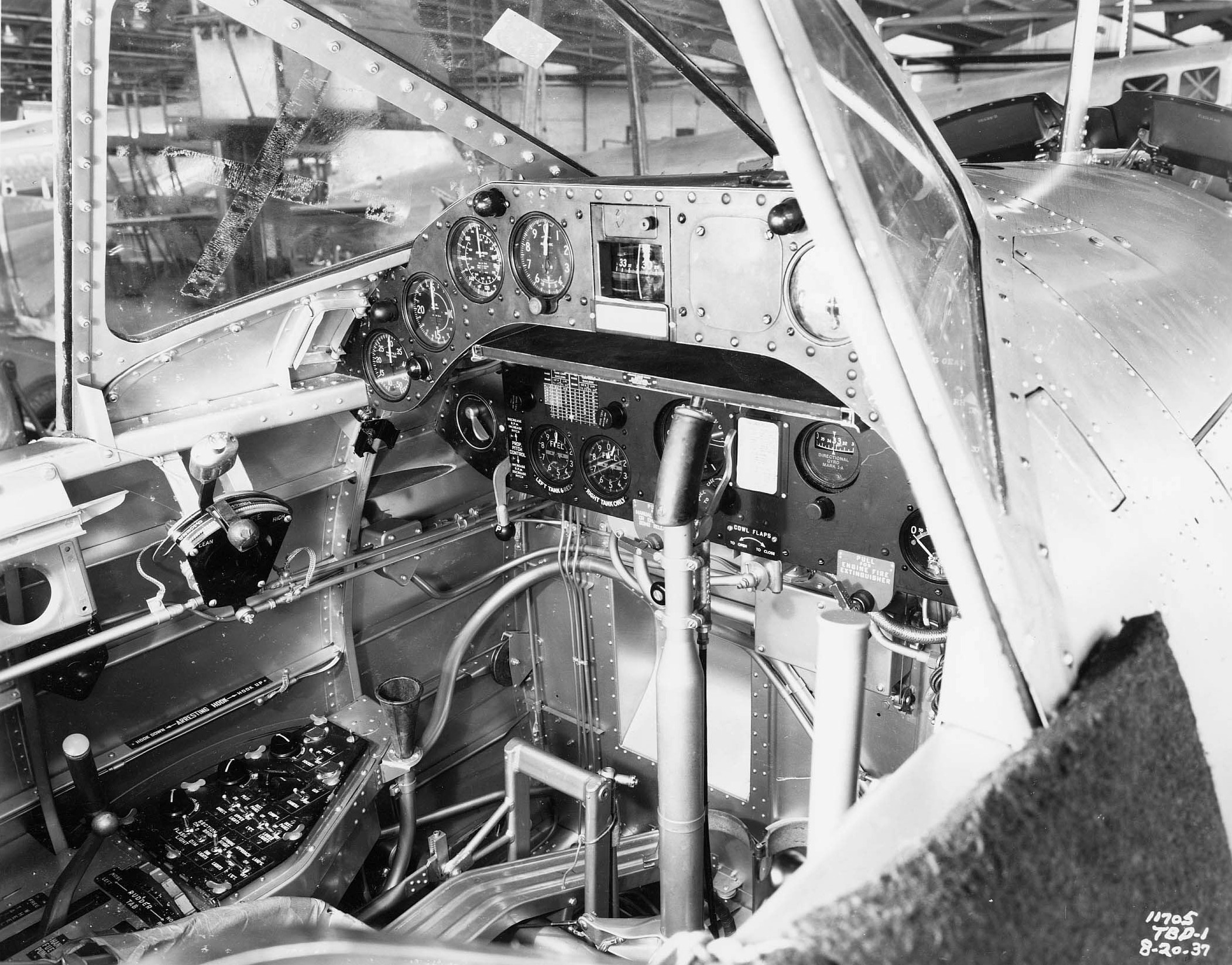
Кабина пилота

Комплект приборного оборудования позволял осуществлять полёты днём и ночью, в том числе в сложных метеоусловиях. Все приборы имели подсветку. Перед лобовым козырьком пилота со смещением вправо размещался телескопический прицел Mk.3 для курсового пулемёта. На месте штурмана-бомбардира, находившегося за креслом пилота, устанавливался бомбардировочный прицел Norden Mark 15 mod 3. Пол кабины под прицелом был остеклён. В полёте остекление закрывались двумя створками, открывавшимися во время бомбометания. Радиостанция находилась в кабине в районе кресла стрелка-радиста. Кресло стрелка составляло единую конструкцию с кольцевой турелью для пулемёта «Браунинг» M1 калибра 7,62 мм. В полёте пулемёт убирался в специальную нишу, закрываемую створками.
К хвостовой секции крепились киль и стабилизатор с рулями высоты и направления, а также неубирающееся хвостовое колесо. В нижней части располагался посадочный гак, который в полёте прятался в специальную нишу. Обшивка фюзеляжа состояла из дюралевых панелей большой площади.
Свободнонесущее крыло двухлонжеронной конструкции состояло из центроплана и двух консолей. Аэродинамический профиль крыла — NACA 22. В центроплане находились баки общим объёмом 784 л. Консоли длиной по 3,65 м складывались с помощью встроенного гидравлического привода нажатием кнопки в кабине пилота. Складывание крыла было сделано для удобства хранения самолёта в ангаре авианосца. Крыло имело дюралевую обшивку, большая часть которой, за исключением законцовок, была гофрированной. Под правой частью крыла размещался обтекатель маслорадиатора, а на левой крепилась посадочная фара.
В задней части каждой консоли по всему её размаху размещались элероны, имевшие металлический силовой набор и полотняную обшивку. При посадке элероны могли отклоняться вниз и выполнять роль закрылков. Весь низ центроплана в задней части занимали посадочные щитки с гидравлическим приводом. В центроплане находились ниши для уборки основных стоек шасси. На правой консоли устанавливался приёмник воздушного давления, а на обеих законцовках — аэронавигационные огни.
Хвостовое оперение также было двухлонжеронным с цельнометаллическим силовым набором. Аэродинамический профиль киля — модифицированный NACA N-69, стабилизатора — модифицированный NACA 0012. Обшивка киля и стабилизатора была дюралевой, при этом на стабилизаторе она была гофрированной. Рули высоты и направления обшивались полотном. Для уменьшения управляющих усилий на них имелись триммеры. Соединение ручки управления с рулём высоты было выполнено жёстким, а руля направления с педалями — системой тросов. Для управления триммерами предназначался специальный штурвальчик.
Шасси трёхопорное с хвостовой опорой, убирающееся, с гидравлической системой уборки и выпуска. Основные стойки шасси при убирании отклонялись назад по полёту, без поворота колеса. При убранном положении шасси колёса наполовину выступали в набегающий поток, что увеличивало аэродинамическое сопротивление. Однако считалось, что такая мера позволит уберечь крыло от повреждений при вынужденной посадке. Хвостовое колесо было неубирающимся. Для торможения при посадке на авианосец применялся посадочный гак. Основные колёса были оснащены тормозами системы «Бендикс», но их надёжность была невысока, и они в основном использовались при рулёжке на старте.
В консолях крыла размещались два надувных баллона, раскрывающиеся при аварийной посадке на воду. Это увеличивало время для покидания экипажем самолёта. Наддув осуществлялся углекислым газом из баллонов, хранившихся в кабине. Но с началом боевых действий эти баллоны были демонтированы, из опасения что в руки противника попадёт секретный бомбардировочный прицел «Норден».

### Вооружение
В состав оборонительного вооружения входили синхронный курсовой 7,62-мм пулемёт «Браунинг», установленный по правому борту, и такой же пулемёт на турели, расположенный в кабине стрелка-радиста. Боекомплект первого оставлял 1000 патронов, второго — 600. Пулемёт стрелка-радиста в походном положении находился в специальной нише. На некоторых экземплярах в качестве курсового применялся 12,7-мм пулемёт с боекомплектом в 500 патронов. Причём этим пулемётом оснащались машины и первой и второй серий. И в одной эскадрилье могли находиться самолёты оснащённые обоими вариантами курсового пулемёта. За несколько дней до сражения за Мидуэй машины из эскадрильи VT-8 авианосца «Хорнет» были оснащены спаркой 7,62-мм пулемётов в кабине стрелка-радиста. Установки с пулемётами были взяты из ремкомплектов к «доунтлесам» авианосца «Энтрепрайз».
Основным вооружением самолёта была авиационная торпеда Mark 13 массой 908 кг, размещённая на подфюзеляжном узле подвески в полуутопленном состоянии. Бомбовое вооружение состояло из бомб калибром от 45 до 227 кг и глубинных бомб калибром 45 и 147 кг. Прототип XTBD-1 испытывался также с 908-килограммовой авиабомбой, но данных по использованию её на серийных машинах нет. Бомбы массой свыше 45 кг могли подвешивались только на два подфюзеляжных бомбодержателя и задний замок для торпеды — всего до трёх бомб. На каждой консоли крыла размещались по две съёмные панели с тремя бомбодержателями для 45-кг бомб на каждой — суммарно на них можно было подвесить 12 бомб.
|  |  |  |

### Тактическая маркировка и схема окраски
Довоенная окраска «девастейторов» соответствовала окраске других палубных самолётов США и была предназначена для лёгкого опознавания самолётов. Большая часть металлических поверхностей была отполирована и не окрашена. Хвостовое оперение окрашивалось в цвет, закреплённый за авиагруппой авианосца. С 1937 по 1941 год это были:
| CV-2 «Лексингтон» | лимонно-жёлтый (англ. lemon yellow) |
| CV-3 «Саратога»   | белый (англ. insignia white)        |
| CV-4 «Рейнджер»   | «зелёная ива» (англ. willow green)  |
| CV-5 «Йорктаун»   | красный (англ. insignia red)        |
| CV-6 «Энтерпрайз» | синий (англ. true blue)             |
| CV-7 «Уосп»       | чёрный                              |

CV-8 «Хорнет» вступил в строй в конце 1941 года, когда окраска была изменена на другую, и за ним не было закреплено никакого цвета. На киле самолёта белой или чёрной краской наносился также номер бюро аэронавтики. На фюзеляже, в районе места пилота, наносилась цветная эмблема эскадрильи. Рядом с ней ближе к хвосту могла наноситься буква «E», означавшая, что пилот прошёл боевую практику. Бортовой номер наносился на фюзеляж позади кабины чёрной краской.
В американском флоте бортовой номер палубных самолётов состоял из трёх групп символов, разделённых тире. Первая группа определяла номер эскадрильи. Вторая обозначала тип эскадрильи, а третья — порядковый номер машины в эскадрилье. После реорганизации 1 июля 1937 года номер эскадрильи, как правило, совпадал с бортовым номером авианосца (только на «Уоспе» номера эскадрилий были двузначными, и лишь первая цифра совпадала с бортовым номером). Литера S обозначала принадлежность самолёта к разведывательной эскадрилье (от англ. Scout), T — к торпедной. Например, самолёт с бортовым номером 2-T-10 принадлежал к торпедной эскадрилье VT-2 авианосца «Лексингтон», а с номером 71-S-8 — к разведывательной эскадрилье VS-71 авианосца «Уосп».
Верхняя поверхность крыла была цвета «жёлтый хром». Корневую часть каждой консоли крыла по диагонали пересекала полоса закреплённого за авианосцем цвета шириной 406 мм. Сверху и снизу на законцовках крыла наносился стандартный шеврон палубной авиации США — на синем круге диаметром 1397 мм белая пятиконечная звезда с красным кругом в центре. На фюзеляже этого шеврона не было, так как для опознания считалось достаточным наличие бортового номера.
Эскадрилья авианосца по штату состояла из шести звеньев по три машины в каждом. Каждое звено также имело свой цвет. Вне зависимости от авианосца это были:
| 1-е звено (машины № 1—3)   | красный                            |
| 2-е звено (машины № 4—6)   | белый                              |
| 3-е звено (машины № 7—9)   | синий (англ. true blue)            |
| 4-е звено (машины № 10—12) | чёрный                             |
| 5-е звено (машины № 13—15) | «зелёная ива» (англ. Willow Green) |
| 6-е звено (машины № 16—18) | лимонно-жёлтый                     |

На самолёте лидера звена в цвет звена окрашивалось кольцо шириной 18 дюймов, опоясывающее носовую часть обтекателя двигателя и вертикальная полоса шириной 20 дюймов на хвостовой части фюзеляжа, которая пересекала бортовой номер по центру. На втором самолёте звена в закреплённый за звеном цвет закрашивалась верхняя половина кольца на двигателе, на третьем — нижняя половина. На фюзеляже вторая и третья машина вертикальных полос не имели.
В 1940 году на нескольких «девастейторах» и других палубных самолётах был опробован экспериментальный камуфляж «Барклай». Его получили самолёты № 0320 и 0339 из VT-2 и, судя по фото, как минимум два самолёта из VT-5. Камуфляж был предложен художником Мак-Клиландом Барклаем. В его основу была положена схема камуфляжа кораблей в Первую мировую войну. На поверхности наносились геометрические фигуры причудливой формы тёмно-синего, тёмно-серого, ярко-голубого и белого цветов. Камуфляж был признан неэффективным, так как работал лишь на дальности меньше 90 метров, что было недостаточно для введения в заблуждение истребителей и зенитчиков противника, а также мешало собственным палубным командам.
К концу 1940 года все поверхности «девастейторов» стали окрашивать в глянцевый серый (англ. glossy grey). В октябре 1941 года схему окраски поменяли ещё раз. Все верхние поверхности начали окрашивать в матовый серый (англ. non specular grey), а нижние — в серый (англ. medium grey). В окраске отдали предпочтение камуфляжу, а не простоте опознавания. Бортовые номера стали меньше и чёрного цвета. А для лучшего опознания на фюзеляж добавили звезды Флота США. Эмблемы эскадрилий с фюзеляжей убрали. Со вступлением США в войну был проведён ряд дополнительных изменений. Для введения противника в заблуждение в бортовых номерах убирались первая, а иногда и вторая группы символов (Вместо 5-T-1 — T-1 или просто 1). Самолёты на территории США и на авианосцах Атлантического флота сохранили полный бортовой номер из трёх групп символов. К маю 1942 года избавились от красного цвета, поскольку японцы использовали эмблемы в виде красного восходящего солнца. Из центра белой звезды на шевроне был убран красный круг. Окрашенный в бело-красные полосы руль направления стал одного цвета с фюзеляжем.

## Модификации

### TBD-1A

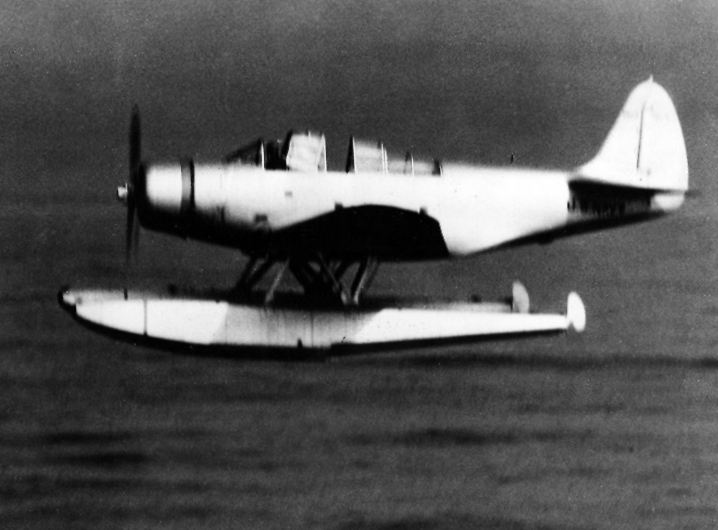
Единственный самолёт модификации TBD-1A

Военно-морской флот США нуждался в патрульных гидросамолётах, и в качестве эксперимента было решено переделать в гидросамолёт первый серийный TBD-1 (№ 0268). 21 июня 1939 года машину доставили на Морской Авиационный завод в Филадельфии. Переделка была произведена к 14 августа 1939 года, и самолёт получил обозначение TBD-1A. Вместо шасси на системе алюминиевых стоек и подкосов была установлена пара поплавков фирмы EDO — основного поставщика поплавков для флота США. Поплавки длиной около 8,84 м оснащались курсовыми рулями. С самолёта были демонтированы посадочный гак и хвостовой подфюзеляжный посадочный огонь. Для облегчения вытаскивания самолёта на берег фирмой EDO была изготовлена специальная колёсная тележка, а в средней части поплавков были установлены ручки захвата.
Первый месяц предварительных испытаний прошёл на базе в Анакосте. Завершались испытания на базе Гоулд-Айленд, Ньюпорт, на острове Род-Айленд. По результатам испытаний был сделан вывод о том, что установка поплавков не сказалась негативно на лётных характеристиках самолёта, кроме ожидаемого падения скорости на 32 км/ч. Управление самолётом на воде также было признано хорошим. Гидросамолёт был предложен голландцам, однако начавшаяся война прервала переговоры. Флот США также не заинтересовался машиной, поэтому проект был закрыт, и № 0268 остался единственным переделанным в гидросамолёт.
TBD-1A был использован для испытаний усиленного крыла, предназначенного для установки на серийные TBD-1. Позднее на этой машине испытывали новое радиооборудование. С мая 1942 года по май 1943 года гидросамолёт использовался 2-й экспериментальной эскадрильей (англ. Experimental Squadron Two) и 1-м морским округом (англ. 1st Naval District) для проведения испытаний по улучшению характеристик торпеды Mark 13. 22 сентября 1943 года он был исключён из списков и на следующий день списан.

### Голландский заказ
В 1939 году TBD-1A был предложен Голландии в качестве берегового патрульного бомбардировщика. Проект известен как «De Vliegende Hollander» («Летучий голландец»). По требованию заказчика самолёт должен был оснащаться 1200-сильным двигателем «Райт» GR-1820-G105A, таким же как на приобретённых Голландией истребителях Брюстер «Баффало», и рулём увеличенной площади. Переговоры были прерваны немецким вторжением в Голландию в 1940 году.

## Эксплуатация

### Производство, развёртывание и начало эксплуатации

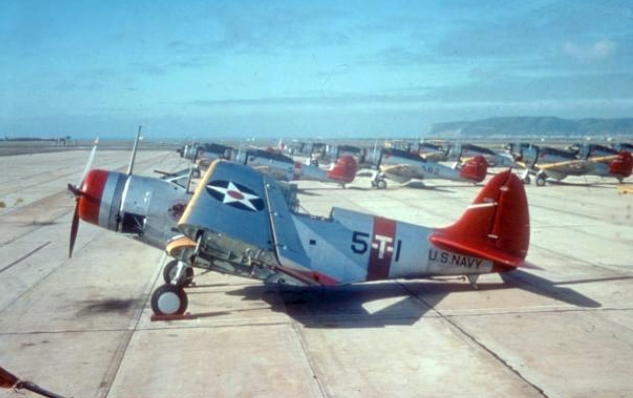
Машина лидера звена эскадрильи VT-5 в довоенной раскраске. Виден бортовой номер 5-T-1

Серийный самолёт получил обозначение TBD-1. Флот США заключил с фирмой «Дуглас» контракт № 46330 на поставку первой партии в 114 машин, получившие номера Бюро Аэронавтики с 0268 по 0381. Первая машина BuNo 0268 была передана флоту на базу в Анакосте 25 июня 1937 года (по другим данным, 3 августа 1937). Самолёты BuNo 0268 и BuNo 0269 были оставлены для проведения испытаний, а остальные стали поступать в части ВМС США. Поставки самолётов продолжались до июня 1938 года.
Официальное имя Devastator («Опустошитель») TBD-1 получил только 1 октября 1941 года, когда Секретариат Военно-Морского флота, желавший продемонстрировать решительность США, присвоил палубным самолётам устрашающие прозвища. Подобные имена получили пикирующий бомбардировщик SBD — Dauntless («Бесстрашный»), и истребитель F4F — Wildcat («Дикий кот»).
Новые торпедоносцы решено было включить в состав авиагрупп авианосцев CV-2 «Лексингтон», CV-3 «Саратога» и достраивающихся CV-5 «Йорктаун» и CV-6 «Энтерпрайз». Лёгкий авианосец CV-4 «Рейнджер» оснащать ими не планировали из-за слишком короткой для тяжёлого TBD-1 палубы. 1 июля 1937 года была произведена реорганизация торпедных эскадрилий. Они получили нумерацию в соответствии с бортовыми номерами авианосцев. Так, торпедная эскадрилья «Лексингтона» VT-1 получила обозначение VT-2, а VT-2B «Саратоги» — VT-3. Также для новых авианосцев были организованы эскадрильи VT-5 и VT-6.
5 октября 1937 года VT-3 получила первый TBD-1, что считается датой начала эксплуатации «девастейторов». С октября 1937 года по февраль 1938 года на базу в Сан-Диего (пункт базирования «Лексингтона») были поставлены 20 машин. VT-2 начала получать свои 21 самолёта в декабре 1937 года. Поставки были завершены в апреле 1938 года. Поставки на восточное побережье, для эскадрилий VT-5 и VT-6, осуществлялись с февраля по июнь 1938 года. Каждая эскадрилья получила по 20 машин. В апреле 1938 года поставки заводом Дугласа достигли максимальной величины — 24 самолёта в месяц.
Эскадрилья авианосца по штату состояла из 18 строевых машин и двух-трёх запасных. Строевые самолёты были поделены между тремя дивизионами — по шесть машин в каждом. Дивизион разбивался на два звена. В каждом звене по три самолёта: ведущий и два ведомых. Самолёты получали бортовые номера вида 2-T-10. Где 2 обозначало номер эскадрильи, T — «торпедная эскадрилья», а 10 — порядковый номер самолёта в эскадрилье. Эскадрилью, как правило, возглавлял лейтенант-коммандер (майор), обязательно прошедший обучение в Военно-морской академии в Аннаполисе, Мэриленд. Под его началом было два «заместителя» — «опытных» (англ. bull) пилота в чине лейтенанта, втроём они лидировали дивизионы в полёте. По факту боевых действий максимальное количество TBD в одной волне составило 15 машин, а в среднем не превышало 12. Поэтому лейтенант-коммандер вёл первую шестёрку, а остальные возглавлял один из заместителей. Также имелось до четырёх менее опытных пилотов-лейтенантов, а остальные пилоты были энсинами. По требованиям штурман-бомбардир выполнял функции второго пилота. Среди них было как минимум трое унтер-офицеров (англ. non-commissioned officer), которые получали звания Naval Aviation Pilot (NAP). Некоторые из NAP были настолько опытными, что могли возглавлять дивизионы.
В течение 1939 года TBD-1 стал основным торпедоносцем флота США. Во время переучивания отзывы лётчиков о машине в основном были хорошими. Благодаря крылу большой площади и его развитой механизации самолёт обладал малой посадочной скоростью, облегчавшей посадку на авианосец. Для своих габаритов самолёт был достаточно манёвренным. При освоении новой техники случались и инциденты. Так, 28 июля 1938 года наземный персонал забыл заблокировать крыло, а молодой пилот не проконтролировал наличие сигнального флажка. После взлёта крыло начало складываться, и самолёт, накренившись, врезался в землю, пилот погиб. Самым же серьёзным недостатком стала сильная коррозия обшивки крыла, выявленная на всех эксплуатируемых самолётах, из-за чего её регулярно приходилось менять.
Из-за большого количества эксплуатационных потерь и в связи с планируемым вводом в строй новых авианосцев CV-7 «Уосп» и CV-8 «Хорнет» флот США заказал фирме «Дуглас» дополнительную партию из 15 машин. Контракт № 62278 был заключён 16 августа 1938 года. Поставляемые по нему машины получили номера бюро аэронавтики 1505—1519. Таким образом, общий выпуск составил 1 опытную и 129 серийных машин.
«Девастейторы» входили также в состав авиагрупп «Рейнджера» и «Уоспа», однако числились в составе не торпедных, а разведывательных эскадрилий, и предназначались в основном для буксировки мишеней и транспортных функций. В состав VS-41 и VS-42 «Рейнджера» входило 3 TBD. Несколько «девастейторов» было и в VS-71 «Уоспа».
Машины получили не только эскадрильи авианосцев, но и другие части. TBD-1 № 1518 с 26 марта по 5 июня 1941 года использовался эскадрильей VMS-2 авиации морской пехоты для буксировки мишеней. Сначала он был передан VT-3, затем VT-6, и уже окончательно 29 апреля 1942 года приписан к VT-8. Ещё один торпедоносец, № 0342, с 19 марта по 4 апреля 1940 года использовался эскадрильей VJ-3, приписанной к тендеру AR-11 «Ригель». Торпедоносцы использовались также учебным командованием для обучения пилотов. Первый из десяти TBD-1 прибыл на авиабазу Пенсакола, штат Флорида, в 1938 году.

### Начало войны
| Расположение TBD-1 по состоянию на декабрь 1941 года | Расположение TBD-1 по состоянию на декабрь 1941 года | Расположение TBD-1 по состоянию на декабрь 1941 года |
| Соединение                                           | Место дислокации                                     | Количество машин                                     |
| Атлантический флот                                   | Атлантический флот                                   | Атлантический флот                                   |
| ---------------------------------------------------- | ---------------------------------------------------- | ---------------------------------------------------- |
| VT-4                                                 | CV-4 Рейнджер                                        | 3                                                    |
| VT-5                                                 | CV-5 Йорктаун                                        | 14                                                   |
| VS-71                                                | CV-7 Уосп                                            | 2                                                    |
| VT-8                                                 | CV-8 Хорнет                                          | 8                                                    |
| резерв восполнения потерь (англ. Com Air Lant)       | ВМБ Норфолк, Виргиния                                | 8                                                    |
| тренировочный центр                                  | ВМБ Норфолк, Виргиния                                | 2                                                    |
|                                                      | авиабаза ВМС Пенсакола, Флорида                      | 1 XTBD-1                                             |
| Тихоокеанский флот                                   |                                                      |                                                      |
| VT-2                                                 | CV-2 «Лексингтон»                                    | 14                                                   |
| VT-3                                                 | CV-3 «Саратога»                                      | 12                                                   |
| VT-6                                                 | CV-6 «Энтерпрайз»                                    | 22                                                   |
| боевые силы флота (англ. Battle Force)               | ВМБ Перл-Харбор, Гавайи                              | 2                                                    |
| боевые силы флота                                    | ВМБ Сан-Диего, Калифорния                            | 6                                                    |
| авиабаза                                             | ВМБ Сан-Диего, Калифорния                            | 1                                                    |
| Прочие командования                                  |                                                      |                                                      |
| Naval Proving Ground                                 | Дальгрен, Виргиния                                   | 3                                                    |
| Военно-морской завод (англ. Naval Aircraft Factory)  | Филадельфия, Пенсильвания                            | 1                                                    |
| Военно-морской инспектор (англ. Naval Inspector)     | Бетпейдж, Нью-Йорк                                   | 1                                                    |
| торпедный центр (англ. Naval Torpedo Station)        | Ньюпорт, Род-Айленд                                  | 1 TBD-1A                                             |
| ИТОГО                                                | ИТОГО                                                | 101                                                  |

К моменту вступления США во Вторую мировую войну в частях находились 99 боеготовых самолётов. В составе авиагрупп семи авианосцев находились 75 машин. Ещё 16 машин находились в составе резерва для пополнения потерь авиагрупп — 8 на восточном побережье в Норфолке, и 8 на западном — 2 в Пёрл-Харборе и 6 в Сан-Диего. К счастью для США, во время нападения на Пёрл-Харбор авианосцев в гавани не было и они избежали уничтожения; в первые месяцы войны на авианосцы легла основная боевая нагрузка. Для их усиления с Атлантического океана перебросили CV-5 «Йорктаун».

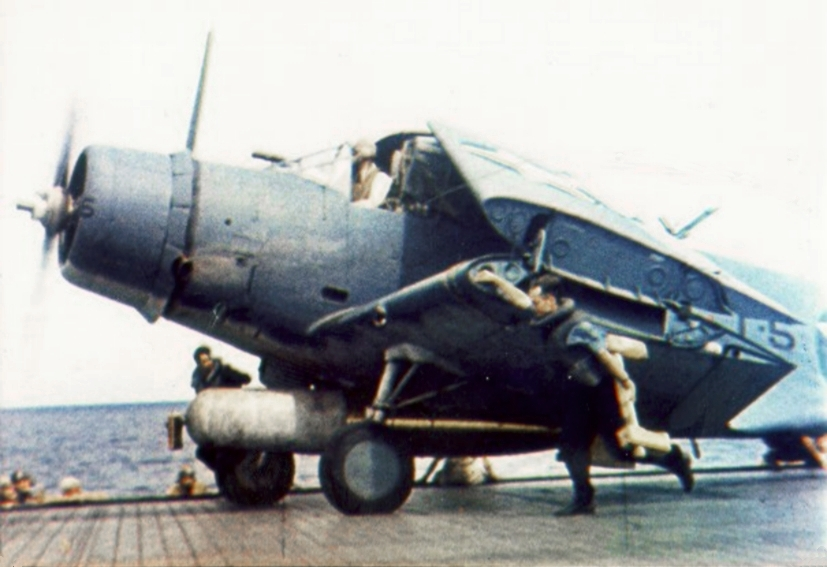
Подготовка к взлёту самолёта из эскадрильи VT-8

Утром 7 декабря 1941 года соединение «Энтерпрайза» находилось недалеко от Пёрл-Харбора, возвращаясь с похода на остров Уэйк. Находясь в 100 милях к юго-востоку от Гавайев, командующий соединением Хэлси поднял самолёты в воздух для поиска японских кораблей. Эскадрилья VT-6 и шестёрка SBD из состава VB-6 были подняты в воздух с баллонами для постановки дымзавесы. Поиски длились весь день, но окончились безрезультатно, и самолёты вернулись на авианосец уже в полной темноте. Первое боевое крещение TBD-1 состоялось 10 декабря 1941 года. В 700 милях к юго-западу от Оаху истребители с «Лексингтона» навели на подлодку типа I четвёрку TBD с глубинными бомбами. Первая серия бомб упала мимо цели, а вторая — в 15 метрах от подлодки. Погружающуюся подлодку успели также обстрелять истребители. На поверхности растеклось масляное пятно, что позволило американским пилотам заявить о повреждении субмарины.
В первые месяцы войны авианосные группы осуществили несколько рейдов на занятые японскими войсками острова. Во время рейда 1 февраля 1942 года самолёты «Энтерпрайза» атаковали базы японцев на Маршалловых островах, а авиагруппа «Йорктауна» — на островах Гилберта. Авиагруппа «Энтерпрайза» должна была атаковать лагуну атолла Кваджалейн. Утренняя атака шла двумя волнами. Первая состояла из 36 SBD, которые должны были атаковать аэродромы на островах Рои и Намур. Вторая волна состояла из одного запоздавшего SBD и девяти TBD из состава VT-6, каждый из которых был вооружён тремя 454-килограммовыми бомбами. SBD, атаковавшие аэродромы, были встречены зенитным огнём и японскими истребителями. Девятка TBD и присоединившиеся к ним семь SBD атаковали корабли в лагуне, не встретив истребителей. Из-за ошибочного донесения о нахождении в лагуне двух японских авианосцев была поднята в воздух вторая девятка TBD, вооружённая торпедами. Они также не встретили истребителей, заявив о четырёх торпедных попадания в корабли. По японских данным, было только одно торпедное попадание. Всего в лагуне атолла Кваджалейн были повреждены один лёгкий крейсер, одна субмарина и семь транспортных и вспомогательных судов. TBD потерь не имели.
В атаке острова Джалуит участвовали 11 TBD с бомбовой нагрузкой и 17 SBD с «Йорктауна». TBD действовали на пределе свой дальности. В условиях тумана самолёты ударной волны потеряли друг друга, и атаки острова осуществлялись разрозненно. Были повреждены только два вспомогательных судна. VT-5 потеряла четыре машины. 5-T-6 (№ 1516) и 5-T-7 (№ 0298), заблудившиеся в тумане, сели на воду возле Джалуита после выработки топлива. 5-T-8 (№ 0352) 5-T-10 (№ 1507) столкнулись в воздухе из-за плохой видимости в плотных облаках.
24 февраля «Энтерпрайз» осуществил рейд на остров Уэйк. В составе атакующих самолётов было девять «девастейторов», каждый нёс по двенадцать 45-килограммовых бомб. Бомбы без особого результата были сброшены на нефтехранилище и находящиеся на воде гидросамолёты. 4 марта авиагруппа «Энтерпрайза» бомбардировала остров Маркуса, но в этой атаке TBD не участвовали.
10 марта 1942 года была осуществлена атака высадившихся на Новой Гвинее японских войск в районе Лаэ и Саламауа. В операции участвовали авиагруппы двух авианосцев — «Лексингтона» и «Йорктауна». Авианосцы не рискнули войти в море Бисмарка и находились в Коралловом море. Атака была осуществлена через хребет Оуэн-Стэнли. В ней участвовали 104 самолёта, в том числе 13 TBD из состава VT-2, вооружённые торпедами и 12 из состава VT-5 с двумя 454-килограммовыми бомбами. В районе Лаэ — Саламауа находились лёгкий крейсер «Тенрю», минзаг «Цугару», несколько эсминцев и транспорты, а в 25 милях от них авиатендер «Киокава Мару» с эсминцем. Истребительного прикрытия корабли не имели.
Первая волна американских самолётов состояла из SBD и TBD с «Лексингтона», попытавшихся провести совместную атаку. Однако лётчики не смогли распределить цели, и в итоге каждая группа атаковала самостоятельно. Торпедоносцы добились только одного попадания в транспорт «Йокогама Мару», который сел на дно гавани. Остальные торпеды прошли либо под днищами кораблей, либо не взорвались. TBD «Йорктауна» выбрали своей целью «Киокава Мару», сбросив бомбы с высоты в 4300—4900 м  и добившись только одного попадания 454-килограммовой бомбой, причинившей повреждения средней тяжести.

### Атлантический океан
С вступлением США в войну торпедные эскадрильи получили и лёгкие авианосцы Атлантического флота — CV-4 «Рейнджер» и CV-7 «Уосп». Официально VT-4 была образована 17 декабря 1941 года, а VT-7 — 2 января 1942 года. TBD не хватало и поэтому эти эскадрильи никогда полностью не были укомплектованы «девастейторами», а штатное количество торпедоносцев получили только с началом эксплуатации «Эвенджеров». Авианосцы в Атлантическом океане не участвовали в активных боевых действиях. TBD привлекались в основном к патрулированию и охоте за подводными лодками. «Рейнджер» в основном патрулировал в районе Карибского моря. В состав VT-7 вошло большое количество персонала и лётчиков из состава бывшей VT-2 с «Лексингтона». «Уосп» привлекался к охране конвоев и выполнению специальных задач. Так, в марте 1942 года «Уосп» по просьбе британцев доставил 30 «Спитфайров» на осаждённую Мальту. В это время авиагруппа «Уоспа» находилась в британской базе Скапа-Флоу. Во время отсутствия «Уоспа» его «девастейторы» принимали участие в патрулировании вокруг Оркнейских островов и путей выхода конвоев в Мурманск.

### Сражение в Коралловом море
2 мая три патрульных TBD пытались потопить обнаруженную подлодку I-21, но лишь слегка её повредили. В начале мая 1942 года японский флот и армия проводили совместную операцию по высадке десантов на остров Тулаги из архипелага Соломоновых островов и в Порт-Морсби на Новой Гвинее. 4 мая TBD с «Йорктауна», вооружённые торпедами, атаковали японские корабли у Тулаги. В первой атаке участвовало 12 машин. Один из самолётов не смог сбросить свою торпеду, но из выпущенных только одна попала в эсминец «Кикудзуки», вынужденный выброситься на берег. Вернувшись через 90 минут, 11 самолётов вышли во вторую атаку. Но в этот раз не добились ни одного попадания. В общем на 36 самолёто-вылетов с торпедами во время рейдов на Лаэ и Тулаги TBD добились всего двух попаданий.
Следующей битвой, в которой приняли участие «девастейторы», стало сражение в Коралловом море 7—8 мая 1942 года. Японский план предусматривал высадку войск в Порт-Морсби. 11 транспортов шли в сопровождении лёгких крейсеров и эсминцев. Их непосредственное прикрытие осуществлялось лёгким авианосцем «Сёхо» и четырьмя тяжёлыми крейсерами с эсминцами. Дальнее прикрытие осуществляли 5-я дивизия авианосцев — «Сёкаку» и «Дзуйкаку» в сопровождении двух тяжёлых крейсеров. Но этот план стал известен американцам, и на перехват было послано 17-е оперативное соединение — авианосцы «Лексингтон» и «Йорктаун» в сопровождении крейсеров и эсминцев.
Утром 7 мая обе стороны выслали разведывательные самолёты. Помощь в поиске американским авианосцам осуществляли армейские самолёты США и Австралии. Японские самолёты ошибочно распознали находившиеся в стороне от американских авианосцев танкер «Неошо» и эсминец «Симс» как авианосец и его сопровождение, и японская атака была направлена на них. Американцы также ошибочно расшифровали донесение, в котором вместо «обнаружены два крейсера и четыре эсминца» было прочтено «обнаружено два авианосца и четыре крейсера». Поэтому с американских авианосцев были подняты 93 самолёта для атаки. В их числе были 12 TBD из VT-2 и 10 TBD из VT-2. «девастейторы» несли торпеды. Авиагруппы двух авианосцев вылетали отдельными волнами. Атака должна была идти на пределе дальности, поэтому для уменьшения веса на самолётах с «Йорктауна» в экипажах отсутствовал бомбардир. Экипажи самолётов с «Лексингтона» были полными и состояли из трёх человек.
После возвращения разведывательного самолёта была выявлена ошибка прочтения донесения, и американские самолёты были перенацелены на обнаруженную B-17 группу авианосца «Сёхо».

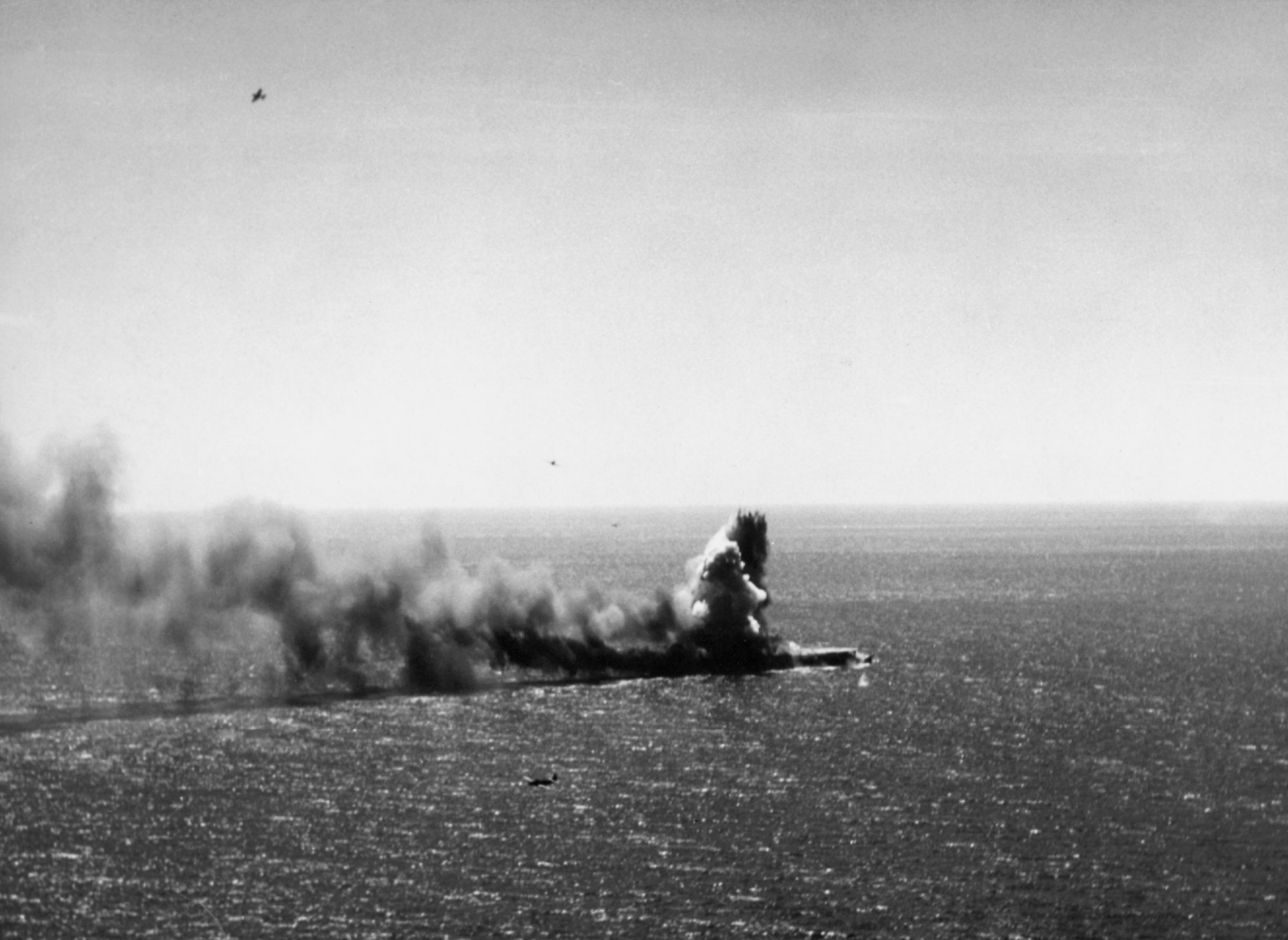
Японский авианосец «Сёхо» во время атаки американских самолётов

Первой на цель вышла авиагруппа «Лексингтона». В этот раз американцам впервые удалась скоординированная атака. «Уайлдкеты» связали боем шесть находившихся в воздухе японских истребителей «Зеро». SBD подождали более тихоходные TBD и вышли с ними в совместную атаку. Когда торпедоносцы выходили на цель и сбрасывали свои торпеды, «Донтлессы» также начали с пикирования заходить на «Сёхо». TBD использовали так называемую тактику «молота и наковальни». Они атаковали двумя дивизионами, заходя на «Сёхо» с носа по правому и левому борту. В теории, как бы ни уворачивалась цель от торпед, одна из групп должна была её поразить. Из девяти выпущенных торпед семь поразили цель. Также SBD добились двух попаданий. «Сёхо», объятый пламенем, практически потерял ход и управление.
Через 15 минут после окончания атаки самолётов с «Лексингтона» начала свою атаку авиагруппа «Йорктауна». В отличие от авиагруппы «Лексингтона» она не была скоординированной. Первыми атаковали пикировщики, за ними — торпедоносцы. VT-5 выпустила все 10 торпед и заявила, что все они поразили неподвижную цель. Тем не менее, по данным японских источников, только две торпеды попали в «Сёхо». Объятый пламенем японский авианосец был покинут командой и пошёл на дно. TBD с обоих авианосцев потерь не имели.
Утром 8 мая противники практически одновременно обнаружили друг друга, подняли в воздух самолёты и атаковали друг друга. Американские авианосцы опять выслали свои авиагруппы в атаку раздельно. В этот раз авиагруппа с «Йорктауна» шла первой. Девять торпедоносцев VT-5 летели на малой высоте, сверху их прикрывали истребители. SBD первыми обнаружили японские авианосцы, но пока они поджидали опаздывающие на полчаса торпедоносцы, «Дзуйкаку» скрылся в дождевом шквале. TBD с «Йорктауна» вышли в атаку на «Сёкаку» использовав тактику «молота и наковальни». Несмотря на то, что торпеды сбрасывались на дистанции 900—1800 м, японцы заявляли о том, что торпеды были слишком тихоходными и сбрасывались слишком далеко. VT-5 заявила как минимум о трёх попаданиях, реально в «Сёкаку» не попала ни одна. Пикировщики добились двух попаданий.
12 торпедоносцев VT-2 шли на цель на высоте 1800 м. В полёте авиагруппа «Лексингтона» столкнулась с рядом препятствий. Большая часть SBD затерялась в облаках и вынуждена была вернуться на авианосец. Один из TBD из-за технической неисправности также был вынужден вернуться. Поэтому когда был обнаружен «Сёкаку» в атаку вышли только 11 торпедоносцев и 4 пикировщика под прикрытием 6 истребителей. Несмотря на численное превосходство японских истребителей, «Уайлдкетам» удалось связать их боем, дав бомбардировщикам возможность сравнительно беспрепятственно атаковать цель. TBD спиралью начали спускаться для атаки, за ними шли SBD. Атака авиагруппы «Лексингтона» была ещё менее результативной — торпедных попаданий также не было, а пикировщики добились одного попадания. Один из TBD с «Лексингтона» не дотянул до авианосца, сев на воду. Остальные благополучно добрались до своих авианосцев.
Пока американские самолёты атаковали японские авианосцы, японские, атаковав американские, добились двух торпедных попаданий и нескольких бомбовых в «Лексингтон» и одного бомбового в «Йорктаун». Пожары на «Лексингтоне» были погашены, крен выровнен, и он начал принимать свои возвращающиеся самолёты. Но произошло возгорание накопившихся бензиновых паров из разрушенных трубопроводов, и после серии взрывов экипаж был вынужден покинуть авианосец. Таким образом, VT-2 потеряла все свои 12 «девастейторов» не в бою — 2 как эксплуатационные потери, и 10 пошли на дно вместе с «Лексингтоном».

### Битва за Мидуэй

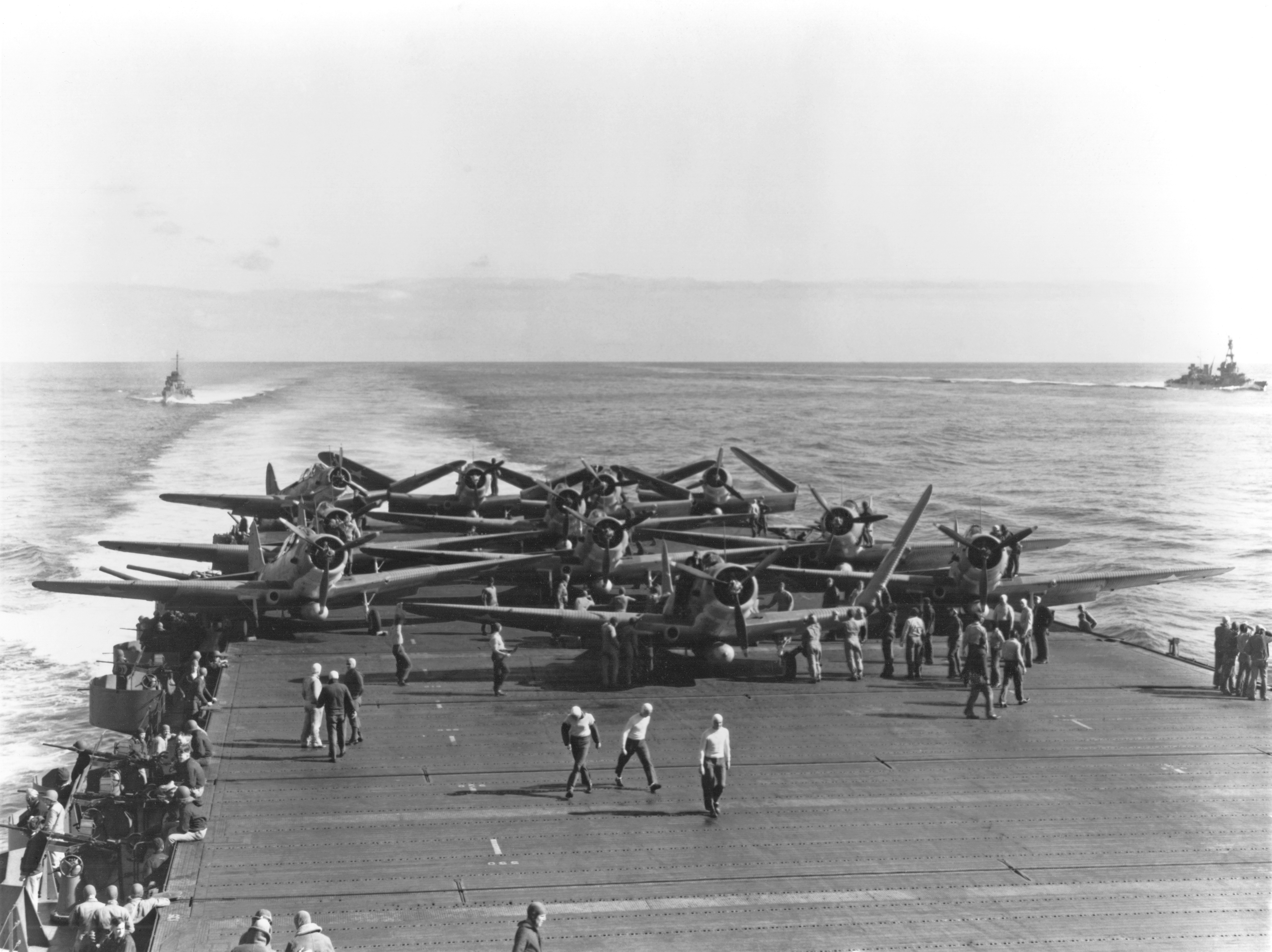
Подготовленные к вылету TBD на палубе авианосца «Энтерпрайз»

Следующим сражением, в котором приняли участие TBD, стала битва за Мидуэй. Японские силы вторжения включали в себя четыре ударных авианосца — «Акаги», «Кага», «Хирю» и «Сорю» в сопровождении двух линкоров, тяжёлых крейсеров и эсминцев. Общее командование осуществлялось адмиралом Ямамото, командование авианосцами осуществлялось вице-адмиралом Нагумо. Американцам стал известен этот план вторжения, и кроме порядка 200 самолётов, базирующихся на острове Мидуэй, японские авианосцы поджидали три американских — «Энтерпрайз» и «Хорнет» в составе оперативного соединения TF-16 под командованием контр-адмирала Спрюэнса и «Йорктаун», вокруг которого было сформировано оперативное соединение TF-17, под командованием контр-адмирала Флетчера. Общее командование осуществлял адмирал Нимиц из Пёрл-Харбора. Самой опытной и слётанной была авиагруппа «Энтерпрайза». Авиагруппа «Хорнета» практически не имела боевого опыта. Потрёпанная в Коралловом море авиагруппа «Йорктауна» была пополнена машинами с «Саратоги» и вместо оставленной в Пёрл Харборе VT-5 на борт была принята VT-3.

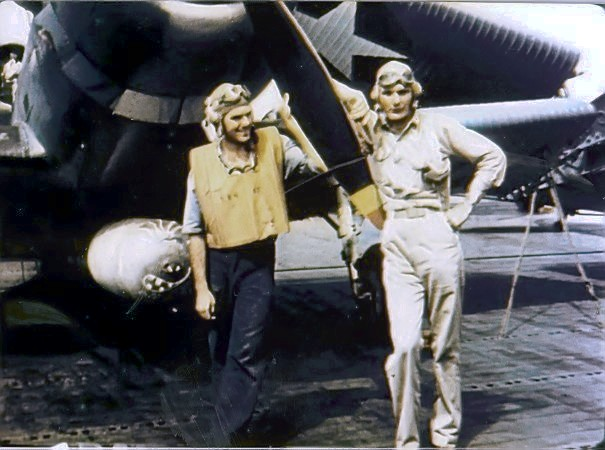
Энсин Гэй перед вылетом у своего самолёта. Он единственный, кто выжил из состава VT-8 вылетевших в атаку на японские корабли во время битвы за Мидуэй

Рано утром 4 июня 1942 года японские палубные самолёты атаковали Мидуэй. Американцы к этому времени уже знали о местоположении японских авианосцев. Первоначальный план предусматривал подъём самолётов в 9:00 и атаку на дистанции в 100 миль. Но Спрюэнс, по совету своего штаба, выпустил в воздух ударные самолёты на два часа раньше, с расчётом застать японцев в самый неудобный для них момент — во время заправки и перезарядки самолётов для второй атаки. Но атака при этом должна была пройти на пределе 175-мильного радиуса действия «девастейторов». В воздух были подняты 15 TBD VT-8, ведомых лейтенант-коммандером Вальдроном, и чуть позже 14 TBD VT-6 под командой лейтенант-коммандера Линдси.
Пока самолёты кружили над авианосцами, собирая ударную волну, американское соединение было замечено японским разведывательным гидросамолётом с крейсера «Тонэ». Спрюэнс, не желая терять фактор внезапности, приказал SBD с «Энтерпрайза» идти в атаку не дожидаясь торпедоносцев и бомбардировщиков. За ними последовали «Донтлессы» и истребители с «Хорнета», и несколько позже вслед за ними две эскадрильи торпедоносцев с истребителями из VF-6 с «Энтерпрайза». Позже всех вылетели самолёты с «Йорктауна», в том числе 12 торпедоносцев VT-3 под начало лейтенант-коммандера Мэсси. Все TBD шли с торпедами.
В пути пикирующие бомбардировщики и истребители с «Хорнета» не только потеряли свои торпедоносцы, но и не смогли найти противника, который сменил курс. Командиры VT-6 и VF-6 договорились об условном знаке, по которому истребители, шедшие выше, должны были снизиться и прикрыть торпедоносцы. Но по ошибке VF-6 в облаках вместо VT-6 стала сопровождать VT-8 с «Хорнета». VT-8 первой нашла противника и, не дожидаясь пикирующих бомбардировщиков, в 9:25 вышла в атаку на «Сорю». Истребители оставались на высоте, ожидая условного знака, и ничем не помогли торпедоносцам. В воздухе находился японский патруль из 27 истребителей «Зеро». Самолёты VT-8 за несколько дней до этого получили на вооружение спарку 7,62-мм «Браунингов» на турели, но это им мало помогло. «Зеро» успевали несколько раз зайти в атаку на медленно летящие на боевом курсе торпедоносцы. До «Сорю» добрался только один самолёт — T-14 энсина Гэя. Но от сброшенной им торпеды авианосец увернулся, а сам TBD был сбит.
Через 15 минут после VT-8 начала свою атаку против «Кага» VT-6. Линдси понимал, что топливо на исходе, и повёл свои самолёты в атаку, не дожидаясь пикировщиков. К этому времени на истребителях VF-6 кончилось топливо, и они улетели. Поэтому торпедоносцы с «Энтерпрайза» также шли без прикрытия и стали лёгкой добычей «Зеро», которых было уже 34. Только шести самолётам удалось сбросить торпеды, но ни одна из них не попала в цель. На отходе один самолёт был сбит, ещё один не дотянул до «Энтерпрайза». На борт своего авианосца вернулись только 4 машины.
Около 10:00 в атаку на «Хирю» вышла VT-3 с «Йорктауна». Скоординированной атаки опять не получилось — торпедоносцы потеряли связь с SBD и к тому же те выбрали другую цель. Шесть сопровождавших торпедоносцы «Уайлдкетов» ничего не смогли поделать с находящимися в воздухе уже 40 «Зеро». 5 TBD были сбиты истребителями, ещё два зенитным огнём на подходе, лишь 5 смогли выпустить свои торпеды. Из них три были сбиты на отходе, и только два вернулись на «Йорктаун».
Но гибель «девастейторов» не была напрасной. Японские истребители из воздушного патруля отвлеклись на торпедоносцы и спустились на низкую высоту. Поэтому когда к моменту начала атаки VT-3 три группы SBD вышли в атаку на «Кага», «Акаги» и «Сорю», истребители уже не могли им помешать. В результате бомбовых попаданий на японских авианосцах начались пожары, и они были к концу дня оставлены своими экипажами. Вечером в результате обмена авиаударами японцы потеряли «Хирю», а американцы «Йорктаун». В налёте на «Хирю» TBD не участвовали. На дно вместе с «Йорктауном» пошли два уцелевших «девастейтора». 6 мая 1942 года три TBD из состава VT-6 участвовали в атаке на повреждённые крейсера «Могами» и «Микума». Крейсера ещё были в состоянии вести сильный зенитный огонь, поэтому TBD по полученному заранее приказу в торпедную атаку не выходили.
| Расположение TBD по состоянию на 4 июня 1942 года | Расположение TBD по состоянию на 4 июня 1942 года                                                 | Расположение TBD по состоянию на 4 июня 1942 года | Расположение TBD по состоянию на 4 июня 1942 года | Расположение TBD по состоянию на 4 июня 1942 года                                       |
| Соединение                                        | Место дислокации                                                                                  | Количество машин, утро 4 июня                     | Количество машин, вечер 4 июня                    | Номера Бюро Аэронавтики (курсивом выделены потерянные при Мидуэе)                       |
| Атлантический флот                                | Атлантический флот                                                                                | Атлантический флот                                | Атлантический флот                                | Атлантический флот                                                                      |
| ------------------------------------------------- | ------------------------------------------------------------------------------------------------- | ------------------------------------------------- | ------------------------------------------------- | --------------------------------------------------------------------------------------- |
| VT-4                                              | CV-4 Рейнджер                                                                                     | 7                                                 | 7                                                 | 0296, 0305, 0306, 0326, 0346, 0355, 0360                                                |
|                                                   | ВМАС Норфолк, Виргиния                                                                            | 3                                                 | 3                                                 | 0282, 0331, 0362                                                                        |
| Тихоокеанский флот                                |                                                                                                   |                                                   |                                                   |                                                                                         |
| VT-3                                              | CV-5 Йорктаун                                                                                     | 13                                                | 0                                                 | 0285, 0286, 0303, 0310, 0340, 0341, 0343, 0354, 0361, 0375, 0381, 1511, 1517            |
| VT-5                                              | ВМБ Пёрл-Харбор, Гавайи                                                                           | 7                                                 | 7                                                 | 0318, 0319,0336, 0353, 0357,0374, 0379                                                  |
|                                                   | ВМБ Пёрл-Харбор, Гавайи                                                                           | 2                                                 | 2                                                 | 0304, 0376                                                                              |
| VT-6                                              | CV-6 Энтерпрайз                                                                                   | 14                                                | 3                                                 | 0279, 0289, 0294, 0327, 0338 0342, 0350, 0365, 0366, 0367, 0368, 0378, 1505, 1512       |
| VT-8                                              | CV-8 Хорнет                                                                                       | 15                                                | 0                                                 | 0276, 0284, 0293, 0295, 0297, 0308, 0311, 0321, 0324, 0329, 0362, 0372, 1506,1509, 1518 |
|                                                   | Тренировочный центр палубной авиации Тихоокеанского флота (англ. Advanced Carrier Training Group) | 2                                                 | 2                                                 | 0307, 0347                                                                              |
|                                                   | авиабаза ВМС Аламеда, Калифорния                                                                  | 1                                                 | 1                                                 | 0356                                                                                    |
|                                                   | ВМБ Сан-Диего, Калифорния                                                                         | 4                                                 | 4                                                 | 0277, 0328, 0349,0363                                                                   |
|                                                   | Commander Fleet Air Pacific                                                                       | 1                                                 | 1                                                 | 0325                                                                                    |
| Прочие командования                               |                                                                                                   |                                                   |                                                   |                                                                                         |
| Naval Proving Ground                              | Дальгрен, Виргиния                                                                                | 4                                                 | 4                                                 | 9720 (XTBD-1), 0269, 1510, 1519                                                         |
| Naval Torpedo Station                             | Ньюпорт, Род-Айленд                                                                               | 1                                                 | 1                                                 | 0268 (TBD-1A)                                                                           |
|                                                   | Мастин-Филд, Пенсильвания (англ. Mastin Field, Pa.)                                               | 1                                                 | 1                                                 | 0269 (тестовый)                                                                         |
| ИТОГО                                             |                                                                                                   | 75                                                | 36                                                |                                                                                         |

### Окончание карьеры
Ещё в 1939 году был выдан заказ на разработку нового торпедоносца для флота, которым стал TBF «Эвенджер» фирмы Грумман. Его производство началось в начале 1942 года, и к лету 1942 года началось перевооружение торпедных эскадрилий, но к сражению за Мидуэй этого сделать не успели. Хотя шесть TBF из состава VT-8 приняли участие в сражении, своим ходом добравшись до Мидуэя. После битвы в частях ВМС США осталось всего три дюжины «девастейторов». Все они достаточно быстро в эскадрильях авианосцев были заменены на TBF. При переброске летом 1942 года на Тихий океан «Уосп» также был перевооружён на TBF. К августу 1942 года, во время высадки на Гуадалканал в составе VT-3, VT-7 и VT-8 находились уже только TBF.
В августе 1942 года «эвенджеры» сменили «девастейторы» и на ведущем патрулирование в Карибском море «Рейнджере». Все уцелевшие TBD завершали свою службу в тренировочных центрах. Корпус Кристи в Техасе использовал «девастейторы» до конца 1942 года. В учебном центре Майами TBD служили почти до конца 1943 года. На авиабазе Гленвью (англ. NAS Glenview) в Иллинойсе они находились до начала 1944 года. Дольше всех в частях флота — до августа 1944 года — прослужили три «девастейтора» на базе в Дальгрене, Виргиния. Последний TBD № 0325, находившийся в распоряжении Командующего Воздушными Силами Флота на Западном побережье (англ. Commander Fleet Air West Coast) и первоначально принадлежавший VT-6, был официально списан 30 ноября 1944 года. Хотя фактически его эксплуатация прекратилась на месяц раньше.

## Оценка проекта
На момент появления проект TBD был революционным. Самолёт стал первым монопланом флота США, опередив в этом качестве истребитель F2A «Буффало» и пикирующие бомбардировщики SBD «Донтлесс» и SB2U «Виндикейтор». Применённое на нём гидравлически складывающееся крыло стало затем непременным атрибутом практически всех палубных самолётов США. Также TBD стал первым палубным цельнометаллическим самолётом с убирающимся шасси. Тем не менее, в 1930-х — 1940-х годах быстрый прогресс в области самолётостроения сделал TBD морально устаревшим уже к началу войны. Гофрированная обшивка крыла, выступающие в набегающий поток в сложенном положении колёса, полуутопленная подвеска торпеды — всё это к началу 1940-х годов уже трудно было отнести к достоинствам. Основными же недостатками были низкая скорость и малый боевой радиус с торпедой. На практике боевой радиус в 160 морских миль считался лётчиками предельным. На европейском театре боевых действий, в условиях фактического отсутствия истребительного противодействия, обладающий сходными характеристиками британский торпедоносец-биплан «Суордфиш» Mk.1 проявил себя достаточно эффективно. Но для тихоокеанского театра боевых действий, с его сильной ПВО, подобных тактико-технических характеристик было уже недостаточно. Японский визави «Девастейтора» — «Накадзима» B5N2 — имел 200-мильный боевой радиус и максимальную скорость с торпедой в 370 км/час на высоте в 3650 м. Тем не менее, при правильном применении «девастейторы» были достаточно эффективным оружием. За пять месяцев боевых действий, предшествовавших сражению за Мидуэй, торпедные эскадрильи не потеряли в бою ни одного самолёта. Основными же причинами малой эффективности и больших потерь при Мидуэе стали проблемы с торпедным вооружением и ошибки в тактике.
| Характеристики торпедоносцев начального этапа Второй мировой войны | Характеристики торпедоносцев начального этапа Второй мировой войны | Характеристики торпедоносцев начального этапа Второй мировой войны | Характеристики торпедоносцев начального этапа Второй мировой войны | Характеристики торпедоносцев начального этапа Второй мировой войны |
|                                                                    | TBD-1 «Девастейтор»                                                | TBF-1 «Эвенджер»                                                   | B5N2 «Кейт»                                                        | «Суордфиш» Mk.1                                                    |
| ------------------------------------------------------------------ | ------------------------------------------------------------------ | ------------------------------------------------------------------ | ------------------------------------------------------------------ | ------------------------------------------------------------------ |
| Год приятия на вооружение                                          | 1938                                                               | 1942                                                               | 1939                                                               | 1936                                                               |
| Экипаж, человек                                                    | 3                                                                  | 3                                                                  | 3                                                                  | 3                                                                  |
| Длина, мм                                                          | 10 668                                                             | 12 192                                                             | 10 400                                                             | 11 000                                                             |
| Размах крыла, мм                                                   | 15 240                                                             | 16 510                                                             | 15 518                                                             | 13 900                                                             |
| Нормальный взлётный вес, кг                                        | 3803                                                               | 6199                                                               | 3800                                                               | 2132                                                               |
| Максимальный взлётный вес, кг                                      | 4624                                                               | 7214                                                               | 4300                                                               | 4196                                                               |
| Мощность двигателя, л. с.                                          | 900                                                                | 1700                                                               | 1000                                                               | 690                                                                |
| Максимальная скорость, км/ч                                        | 332                                                                | 436                                                                | 378                                                                | 224                                                                |
| Крейсерская скорость, км/ч                                         | 206                                                                | 233                                                                | 259                                                                | ?                                                                  |
| Дальность с торпедой, км                                           | 700                                                                | 1955                                                               | 1280                                                               | 1010                                                               |
| Курсовой пулемёт                                                   | 1 × 7,62-мм                                                        | 1 × 7,62-мм                                                        | —                                                                  | 1 × 7,69-мм                                                        |
| Оборонительное стрелковое вооружение                               | 1 × 7,62-мм                                                        | 1 × 12,7-мм 1 × 7,62-мм                                            | 1 × 7,62-мм                                                        | 1 × 7,69-мм                                                        |

Как показал опыт боевых действий, до войны флот США уделял недостаточное внимание отработке торпедных атак. По заявлению пережившего Мидуэй лейтенанта Лауба из VT-6, за четыре предвоенных года он ни разу не практиковался в сбросе торпед с TBD.
Основное вооружение «девастейторов» — торпеда Mark 13 — вызывало массу нареканий. По результатам торпедных стрельб 1940 года из десяти сброшенных торпед четыре ушли в неизвестном направлении, пять отклонились от курса, и лишь одна поразила цель. Проблема низкой надёжности торпед не была решена и в начальный период войны. В 1942—1943 гг. торпеда Mark 13 была настолько малоэффективным оружием, что даже пришедшие на смену «девастейторам» «эвенджеры» в начале своей карьеры чаще выходили на задания с бомбовым вооружением.
Кроме низкой надёжности, первые модификации торпеды Mark 13 (mod 0 и mod 1), применявшиеся с TBD, обладали низкими тактико-техническими характеристиками. В сравнении с авиационными торпедами других стран Mark 13 обладала самой большой дальностью — 5200 м, однако при этом была и самой медленной — 30 узлов. Японские авианосцы и крейсера того времени развивали бо́льшую скорость, кроме того, по заявлениям японцев, американские торпедоносцы сбрасывали торпеды слишком далеко от цели, поэтому японские корабли достаточно легко уклонялись от этих торпед. К недостаткам также относились потребные для сброса торпеды низкая скорость самолёта и высота — торпедоносец должен был осуществлять сброс на скорости не выше 200 км/ч с высоты порядка 15 метров. Для сравнения, английская торпеда Mark XII имела скорость в 40 узлов и могла сбрасываться на скорости в 277 км/ч. Японская торпеда Тип 91 модель 2 также обладала скоростью в 40 узлов и могла сбрасываться на скорости до 481 км/ч. Малая скорость сброса торпед делала TBD слишком уязвимым для атак истребителей и увеличивала время нахождения самолёта в зоне зенитного огня. Проблемы с надёжностью и низкой скоростью сброса Mark 13 были решены лишь к 1944 году, после того как к работе подключились учёные Массачусетского университета.
| Характеристики авиационных торпед начального периода Второй мировой войны | Характеристики авиационных торпед начального периода Второй мировой войны | Характеристики авиационных торпед начального периода Второй мировой войны | Характеристики авиационных торпед начального периода Второй мировой войны | Характеристики авиационных торпед начального периода Второй мировой войны |
| ------------------------------------------------------------------------- | ------------------------------------------------------------------------- | ------------------------------------------------------------------------- | ------------------------------------------------------------------------- | ------------------------------------------------------------------------- |
| Характеристика                                                            | Mark 13 mod 0                                                             | Mark 13 mod 1                                                             | Mark XII                                                                  | Тип 91 Модель 2                                                           |
| Год принятия на вооружение                                                | 1938                                                                      | 1941                                                                      | 1937                                                                      | 1941                                                                      |
| Калибр, мм                                                                | 569                                                                       | 569                                                                       | 450                                                                       | 450                                                                       |
| Длина, мм                                                                 | 4180                                                                      | 4089                                                                      | 4953                                                                      | 5486                                                                      |
| Масса в снаряжённом состоянии                                             | 884                                                                       | 874                                                                       | 702                                                                       | 935                                                                       |
| Масса и тип БЧ                                                            | 181 кг TNT                                                                | 181 TNT                                                                   | 176 TNT                                                                   | 205 кг Тип 97                                                             |
| Тип двигателя                                                             | спиртовая парогазовая турбина                                             | спиртовая парогазовая турбина                                             | парогазовая поршневой                                                     | керосиновая парогазовая поршневой                                         |
| Дальность хода, м (на скорости, уз.)                                      | 4100 (30)                                                                 | 5500 (33,5)                                                               | 1370 (40) 3200 (27)                                                       | 2000 (41—43)                                                              |
| Максимальная скорость (высота сбрасывания)                                | 200 км/ч (15 м)                                                           | 200 км/ч (15 м)                                                           | 277 км/ч                                                                  | 481 км/ч                                                                  |

В начале войны стало очевидно, что для поражения скоростных защищённых целей необходима скоординированная атака всех видов палубных самолётов. Бомбы обладали недостаточной разрушающей мощью, и для гарантированного поражения цели требовалось использовать торпеды. Для увеличения эффективности необходима была одновременная атака торпедоносцев и пикирующих бомбардировщиков. Корабли уворачивались от торпед, стремясь идти параллельным с ними курсом. Поэтому торпедоносцы, для увеличения эффективности атаки, должны были использовать тактику «молота и наковальни» — выход на цель двумя группами с направлений, находящихся под углом в 90° друг к другу. В таком случае корабль, уворачиваясь от торпед одной группы самолётов, подставлял борт под торпеды другой группы. Атакующие торпедоносцы представляли лёгкую цель для вражеских истребителей и потому должны были быть прикрыты своими истребителями. На практике такая тактика применения самолётов оказалась трудноосуществимой. Американцы успешно применили её только однажды — во время атаки авиагруппой «Лексингтона» японского авианосца «Сёхо» в Коралловом море.
Официальной причиной больших потерь «девастейторов» при Мидуэе были названы плохие лётно-технические характеристики, и самолёт был рекомендован к снятию из частей первой линии. После Мидуэя лейтенант Лауб поделился соображениями об основных, по его мнению, причинах разгрома торпедоносцев. Выводы Лауба, упорядоченные по степени важности, таковы:
1. умелое маневрирование японских кораблей, что требовало большего времени на выход в точку сброса торпед;
2. перехват торпедоносцев истребителями «зеро», которые за счёт большой разницы в скорости имели возможность несколько раз атаковать «девастейторы»;
3. несогласованность атак пикирующих бомбардировщиков и торпедоносцев;
4. отсутствие взаимодействия с собственными истребителями;
5. сильный зенитный огонь.

Показательно, что процент потерь более современных «Эвенджеров» был не меньше — из шести TBF эскадрильи VT-8, вылетевших с Мидуэя и атаковавших японские авианосцы за час до палубных самолётов, вернулся только один. Поэтому причинами неудач «девастейторов» при атаке сильно защищённой цели, возможно, следует считать ошибки в тактике и недостатки торпед Mark 13. Как бы там ни было, время нахождения TBD в боевом строю все равно уже вышло. Разгром торпедоносцев при Мидуэе лишь ускорил то, что должно было произойти чуть позже — устаревшие «девастейторы» были вытеснены с палуб авианосцев более совершенными «эвенджерами».

## Тактико-технические характеристики
Источник данных: 

Технические характеристики
- Экипаж: 3 человека
- Длина: 10,67 м
- Размах крыла: 15,2 м
- Высота: 4,59 м
- Площадь крыла: 39,21 м²
- Масса пустого: 2540 кг
- Нормальная взлётная масса: 4213 кг
- Максимальная взлётная масса: 4624 кг
- Силовая установка: 1 × радиальный Pratt & Whitney R-1830-64 Twin Wasp
- Мощность двигателей: 1 × 900 л. с. на высоте 2400 м (1 × 671 кВт)
- Воздушный винт: трёхлопастный «Гамильтон Стандарт»
- Диаметр винта: 3,12 м

Лётные характеристики
- Максимальная скорость: 322 км/ч
- Крейсерская скорость: 205 км/ч
- Боевой радиус: 296—320 км с торпедой
- Практическая дальность: 
  - с торпедой Mark 13: 700 км
  - с 454-кг бомбой: 1152 км
- Практический потолок: 6000 м
- Скороподъёмность: 3,7 м/с
- Нагрузка на крыло: 107 кг/м²

Вооружение
- Стрелково-пушечное: 

Схема TBD

  - наступательное: 1 × 7,62-мм курсовой пулемёт «Браунинг» M1
  - позже: 1 × 12,7-мм курсовой пулемёт «Браунинг» M1
  - оборонительное: 1 × 7,62-мм пулемёт «Браунинг» M1 на турели
  - на некоторых: 2 × 7,62-мм пулемёт «Браунинг» M1 на турели
- Бомбы: до 1362 кг (3×454 кг) или
- 1 × торпеда Mark 13

## Сохранившиеся экземпляры
По состоянию на 2013 год в целом виде не сохранился ни один экземпляр «девастейтора». Найдены несколько затонувших машин, интерес к подъёму которых проявляют музеи и частные коллекционеры:
| Машина    | Дата аварии     | Место                                              | Описание |
| --------- | --------------- | -------------------------------------------------- | --- |
| BuNo.0298 | 1 февраля 1942  | Тихий океан, остров Джалуит, Маршалловы острова    | Бортовой номер 5-T-7 — машина из эскадрильи VT-5 с авианосца CV-5 «Йорктаун», севшая на воду из-за нехватки топлива во время рейда на Маршалловы острова и острова Гилберта |
| BuNo.0353 | 2 сентября 1943 | Атлантический океан, недалеко от побережья Флориды | Машина с авиабазы Майами. Врезалась в воду при выполнении тренировочного полёта. Найдена в 1990 году в 32 км от побережья на глубине в 150 метров. Координаты было предложено выкупить Национальному музею военно-морской авиации в Пенсаколе, но тот счёл запрошенную цену завышенной. Координаты приобретены частным коллекционером Дугласом Чемпленом. Но после этого начались судебные разбирательства с федеральными властями. О дальнейшей судьбе машины пока не известно |
| BuNo.0377 | 4 марта 1941    | Тихий океан, Mission Beach, Калифорния             | Машина из эскадрильи VT-2 с авианосца CV-2 «Лексингтон». Самолёт потерян в океане. Экипаж спасён. Найден в 2011 году в 8 км от побережья на глубине в 180 метров. Национальный музей военно-морской авиации в Пенсаколе, штат Флорида, заявил о том, что ищет спонсора для подъёма самолёта |
| BuNo.1515 | 1 февраля 1942  | Тихий океан, остров Джалуит, Маршалловы острова    | Бортовой номер 5-T-6 — машина из эскадрильи VT-5 с авианосца CV-5 «Йорктаун», севшая на воду из-за нехватки топлива во время рейда на Маршалловы острова и острова Гилберта |

## В массовой культуре
Весной 1941 года пятое звено VT-3 — T-13, 14 и 15 — принимали участие в съёмках фильма компании Warner Bros. «Пикирующий бомбардировщик». Это был первый цветной фильм, описывающий будни лётчиков военно-морского флота США. В сценах в воздухе кроме TBD участвовали истребители F3F и пикирующие бомбардировщики SB2U. «Девастейторы» были запечатлены в предвоенной раскраске, фактически оставаясь последним звеном в такой схеме раскраски. К этому времени уже все торпедные эскадрильи сменили схему раскраски на неброскую светло-серую.
В вышедшей в 2014 году приключенческой драме американского режиссёра Брайана Питера Фалька «Против солнца» (англ. Against the Sun) трое пилотов Douglas TBD Devastator терпят аварию в открытом океане, после которой 34 дня дрейфуют на надувном спасательном плоту без пищи, воды и фактически без оружия. Фильм основан на реальной истории экипажа TBD BuNo 0335 с авианосца «Энтерпрайз» под командой петти-офицера Гарольда Диксона, севшего на воду 16 января 1942 года.